# Smrtonosná past: Opět v akci
Smrtonosná past: Opět v akci (v anglickém originále A Good Day to Die Hard) je akční thriller z roku 2013 režírovaný Johnem Moorem a zároveň pátý díl z pětidílné série Smrtonosná past (anglicky Die Hard). Hlavní roli si zahrál stejně jako v minulých dílech Bruce Willis coby newyorský policista John McClane.

## Recenze
- Smrtonosná past 5: Opět v akci – 55 % na Film CZ –
- Comeback, který zaslouží vypískat na Moviezone –
- Recenze: Smrtonosná past: Opět v akci na HARDYBLOG –
- Na ČSKR je 5 kritik k filmu na Česko-slovenské kritiky filmů ČSKR.CZ –  – ke dni 12.3.2013 hodnocení 43%